# Jaap Barendregt
Jaap Barendregt (Rotterdam, 10 gennaio 1905 – 16 febbraio 1952) è stato un calciatore olandese, attaccante della Nazionale olandese.

## Carriera
A livello di club, Barendregt ha giocato tra le file del Feyenoord dal 1925 al 1937, con cui ha vinto due campionati olandesi e due Coppe d'Olanda; i suoi 196 goal con la maglia del Feyenoord lo rendono il miglior marcatore di sempre della squadra.
Ha giocato anche una partita con la maglia della Nazionale olandese, il 17 marzo 1929 ad Amsterdam contro la Svizzera.

## Statistiche

### Cronologia presenze e reti in Nazionale
| Cronologia completa delle presenze e delle reti in nazionale ― Paesi Bassi | Cronologia completa delle presenze e delle reti in nazionale ― Paesi Bassi | Cronologia completa delle presenze e delle reti in nazionale ― Paesi Bassi | Cronologia completa delle presenze e delle reti in nazionale ― Paesi Bassi | Cronologia completa delle presenze e delle reti in nazionale ― Paesi Bassi | Cronologia completa delle presenze e delle reti in nazionale ― Paesi Bassi | Cronologia completa delle presenze e delle reti in nazionale ― Paesi Bassi | Cronologia completa delle presenze e delle reti in nazionale ― Paesi Bassi |
| Data                                                                       | Città                                                                      | In casa                                                                    | Risultato                                                                  | Ospiti                                                                     | Competizione                                                               | Reti                                                                       | Note                                                                       |
| -------------------------------------------------------------------------- | -------------------------------------------------------------------------- | -------------------------------------------------------------------------- | -------------------------------------------------------------------------- | -------------------------------------------------------------------------- | -------------------------------------------------------------------------- | -------------------------------------------------------------------------- | -------------------------------------------------------------------------- |
| 17-3-1929                                                                  | Amsterdam                                                                  | Paesi Bassi                                                                | 3 – 2                                                                      | Svizzera                                                                   | Amichevole                                                                 | -                                                                          |                                                                            |
| Totale                                                                     |                                                                            | Presenze                                                                   | 1                                                                          |                                                                            | Reti                                                                       | 0                                                                          |                                                                            |

## Palmarès
- Campionati olandesi: 2

Feyenoord: 1927-1928, 1935-1936
- KNVB beker: 2

Feyenoord: 1929-1930, 1934-1935